# Giacomo Villa
Pour les articles homonymes, voir Villa (homonymie).
Giacomo Villa, né le 29 janvier 2002,, est un coureur cycliste italien. Il évolue au sein de l'équipe Biesse-Carrera.

## Biographie
Originaire de Monza, Giacomo Villa réside à Monticello Brianza. Il commence le cyclisme à sept ans au sein de l'US Cassina de Bracchi, avant d'évoluer à la Pedale Arcorese. Il concourt ensuite à l'US Biassono puis dans la GB Junior Team chez les juniors (moins de 19 ans). En plus du cyclisme, il suit des études en ligne de l'université de Naples, dans le domaine des sciences de la motricité.
En 2021, il intègre le club Biesse-Arvedi  pour ses débuts espoirs (moins de 23 ans). Il reste dans cette formation en 2022, lorsque celle-ci devient une équipe continentale. Bon puncheur, il s'impose sur la Coppa Città di San Daniele, une course amateur italienne. Il termine également cinquième du Gran Premio Capodarco et de la Ruota d'Oro, ou encore sixième du Piccolo Giro di Lombardia. L'année suivante, il remporte le Trofeo Piva ainsi que le Trofeo Sportivi di Briga. 

## Palmarès et résultats

### Palmarès par année
- 2022
  - Coppa Città di San Daniele
  - 2e de la Freccia dei Vini
  - 3e de la Coppa Varignana
- 2023
  - Trofeo Piva
  - Trofeo Sportivi di Briga
  - 3e du Grand Prix de Poggiana

### Classements mondiaux
| Année                                 | 2022  | 2023 | 2024  |
| ------------------------------------- | ----- | ---- | ----- |
| Classement mondial                    | 1401e | 715e | 1722e |
| UCI Europe Tour                       | 953e  | nc   | nc    |
|                                       |       |      |       |
| Légende : nc = non classéSource : UCI |       |      |       |